# Live Oak (Sutter County, Californië)
Live Oak is een plaats (city) in de Amerikaanse staat Californië, en valt bestuurlijk gezien onder Sutter County.

## Demografie
Bij de volkstelling in 2000 werd het aantal inwoners vastgesteld op 6229.
In 2006 is het aantal inwoners door het United States Census Bureau geschat op 8042, een stijging van 1813 (29,1%).

## Geografie
Volgens het United States Census Bureau beslaat de plaats een oppervlakte van
4,9 km², geheel bestaande uit land.

## Plaatsen in de nabije omgeving
De onderstaande figuur toont nabijgelegen plaatsen in een straal van 16 km rond Live Oak.